# Grete Stückgold
Grete Stückgold   (Londres, 6 de juliol de 1895 - 13 de setembre de 1977) va ser una cantant d'òpera alemanya-anglesa-americana (soprano).
Grete Schneidt va néixer filla de Ludwig Schneidt, directora del "Norddeutsche Seekabelwerke", una anglesa de Londres i va créixer entre Nordenham i Londres. Als setze anys va debutar al concert a Bremerhaven. Va anar a Múnic el 1913 per estudiar cant amb Jacques Stückgold (1877-1953). Els dos es van casar i van tenir la filla Eva, nascuda el 1919, el matrimoni es va divorciar el 1929, després que Grete encara es casés amb el baríton Gustav Schützendorf (1883-1937).
Schneidt va debutar a Nuremberg el 1915 i va començar una carrera com a cantant de concert i oratori com Grete Stückgold. Ella va ser la primera que va gravar dues cançons de Gustav Mahler per a disc. Qui va pensar aquesta petita cançó? i El noi amb molt de gust vaig marxar de Wunderhorn.
El 1922 va rebre el seu primer paper a la "Städtische Oper" Berlin, del 1926 al 1929 on hi va participar, i va fer la seva primera aparició convidada a Dresden el 1926, el 1927 al Royal Opera House de Covent Garden i al Gran Teatre del Liceu de Barcelona. El 8 de juny de 1929, va cantar Laura a l'Opera de Kroll en l'estrena de Neues vom Tage de Paul Hindemith, juntament amb Rose Pauly, Sabine Kalter, Arthur Cavara, Dezsö Ernster, Fritz Krenn i Erik Wirl sota la batuta d'Otto Klemperer.
Va debutar a la Opera Metropolitana ("The Met") el 1927 amb Eva a Els mestres cantaires de Nuremberg, on Gustav Schützendorf era el Beckmesser. Com a resultat, es va dedicar al "Met" durant vuit temporades amb diferents intensitats fins al 1939 i va cantar primer Octavian i després el paper de Marschallin a Der Rosenkavalier, l'Agathe de Der Freischütz de Carl Maria von Weber. Altres actuacions al "MET" van ser Aïda, Elisabeth a Tannhäuser, Sieglinde a Die Walküre i Elsa a Lohengrin.
Als Estats Units també ha participat a convidats a San Francisco, Filadèlfia i Chicago. Després va viure a Nova York - on el seu exmarit va haver de fugir de la persecució nazi. Encara va impartir lliçons de cant al "Bennington College". Després d'haver sobreviscut a la seva audiència coneguda als anys trenta, va ser molt oblidada quan va morir en una casa de jubilats de Connecticut a l'edat de 82 anys.